# Артане Ризваноли
Артане Ризваноли (7. мај 1984) албанска је економисткиња са Косова и Метохије. Актуелна је министарка привреде Републике Косово.
Ризваноли је завршила диплому економије на Универзитету у Приштини. Затим је магистрирала економију за пословну анализу на Универзитету Стафордшир у Уједињеном Краљевству. Докторирала је економију на Универзитету Стафордшир 2012. године са дисертацијом о вези између људског капитала и страних директних инвестиција у европским економијама у транзицији.
Радила је као истраживач на Институту Риинвест у Приштини шест година, а касније је радила као истраживач и саветник за политику за домаће и међународне организације. Њене области фокуса биле су запошљавање, развој приватног сектора, дијаспора и јавне финансије. Предавач је на Риинвест колеџу од 2007. године.
Дана 22. марта 2021, Ризваноли је именован за министра економије у другој Куртијеви влади. Њен портфолио покрива енергетику, рударство, јавна предузећа и ИКТ.
Ризваноли је аутор неколико политичких радова и научних чланака објављених у међународним часописима.
Поред матерњег албанског, говори енглески и српски језик. Удата је са једним дететом.